# Козарац, Йосип
Йосип Козарац (хорв. Josip Kozarac; 18 марта 1858, Винковци — 21 августа 1906, Копривница) — хорватский писатель.

## Биография
Йосип Козарац был одним из самых известных прозаиков, романистов и поэтов Хорватии, а его вклад в развитие хорватской литературы считается бесценным. Писатель родился 18 марта 1858 года в городе Винковци, где окончил начальную школу и после посещал гимназию. Учёба в гимназии давалась ему с большим трудом, но всё же он смог её закончить.
После окончания гимназии Йосип на время обучения переезжает в Вену и там поступает в колледж. Он часто выезжает в окрестности города, проводит время на природе, попросту наблюдая за жизнью окружающего мира, которая протекает вокруг него. В 1879 году он окончил колледж как лучший ученик. Тогда он начинает писать стихи, развивая свой литературный талант. Неожиданно умирает его отец, что очень сильно влияет на его дальнейшее творчество. Оставшись жить с матерью, Йосип Козарац начинает писать рассказы и романы и всё больше посвящается своей работе.
Будучи одним из лучших специалистов в области лесного хозяйства в регионе, он расширяет сферу работы и обслуживает множество населённых пунктов. С 1896 по 1898 год он был одним из редактором журнала  «Šumarskog lista». Он писал и опубликовывал статьи, но все они были связаны с его работой. Постепенно он стал уважаемым во всей Европе экспертом, но, внеся свой вклад в развитие хорватского лесного хозяйства, он решил отступить от работы и посвятить себя другим начинаниям, в том числе и литературе.
Хотя Йосип Козарац и писал в основном о природе, он также описывал проблемы, с которыми сталкиваются хорватские крестьяне, их взгляды на жизнь и окружающую среду. Так, Козарац был известен как один из самых честных хорватских писателей, потому что в своих рассказах он показывал реальность такой, какая она есть на самом деле, описывал проблемы и предлагал их решения.
Он умер 21 августа 1906 года в возрасте 48 лет.